# Bartguan
Der Bartguan (Penelope barbata) ist ein Hühnervogel aus der Familie der Hokkohühner (Cracidae).
Der lateinische Artzusatz bedeutet bärtig.
Der Vogel ist endemisch im südlichen Ecuador und im angrenzenden Nordwesten Perus.
Das Verbreitungsgebiet umfasst tropischen oder subtropischen feuchten Bergwald von 1200 bis 3100 m Höhe auf den Westhängen der Anden.

## Merkmale
Der Vogel ist mit etwa 55 cm eine vergleichsweise kleine Art in der Familie der Hokkohühner, überwiegend sattbraun gefärbt mit Ausnahme des silbrigen Scheitels und Nackens sowie einer rotbraunen, unscharf begrenzten Schwanzbinde. Beine und Wamme sind rot. Außer beim Bartguan hat nur noch der Bindenschwanzguan (Penelope argyrotis) eine verschiedene Färbung der Schwanzfedern. Von diesem unterscheidet sich die Art durch fehlende weiße Markierungen auf den Flügeldecken und durch kräftige Fiederung an Kehle und Hals. Es gibt keinen Unterschied zwischen den Geschlechtern.

## Stimme
Als Imponiergehabe des Männchens wird ein Flügelschlagen meist in der Dämmerung angesehen.

## Lebensweise
Die Art tritt meist in Paaren oder kleinen Gruppen auf.
Die Brutzeit liegt wohl zwischen Februar und Juli.

## Ernährung
Die Nahrung besteht überwiegend aus Früchten, auch Blättern und Blüten.
Die Art ist monotypisch.

## Gefährdungssituation
Der Bestand gilt als potentiell gefährdet (near threatened) durch Habitatverlust und Jagddruck.